# Mikoszewo (przystanek kolejowy)
Mikoszewo – wąskotorowy przystanek osobowy w Mikoszewie, w gminie Stegna, w powiecie nowodworskim, w województwie pomorskim. Położony jest na linii z Koszwał do Stegny Gdańskiej otwartej w 1905 roku. Od 2003 na odcinku od Mikoszewa Ujścia Wisły do Stegny Gdańskiej jest prowadzony ruch pasażerski.